# علم سطح

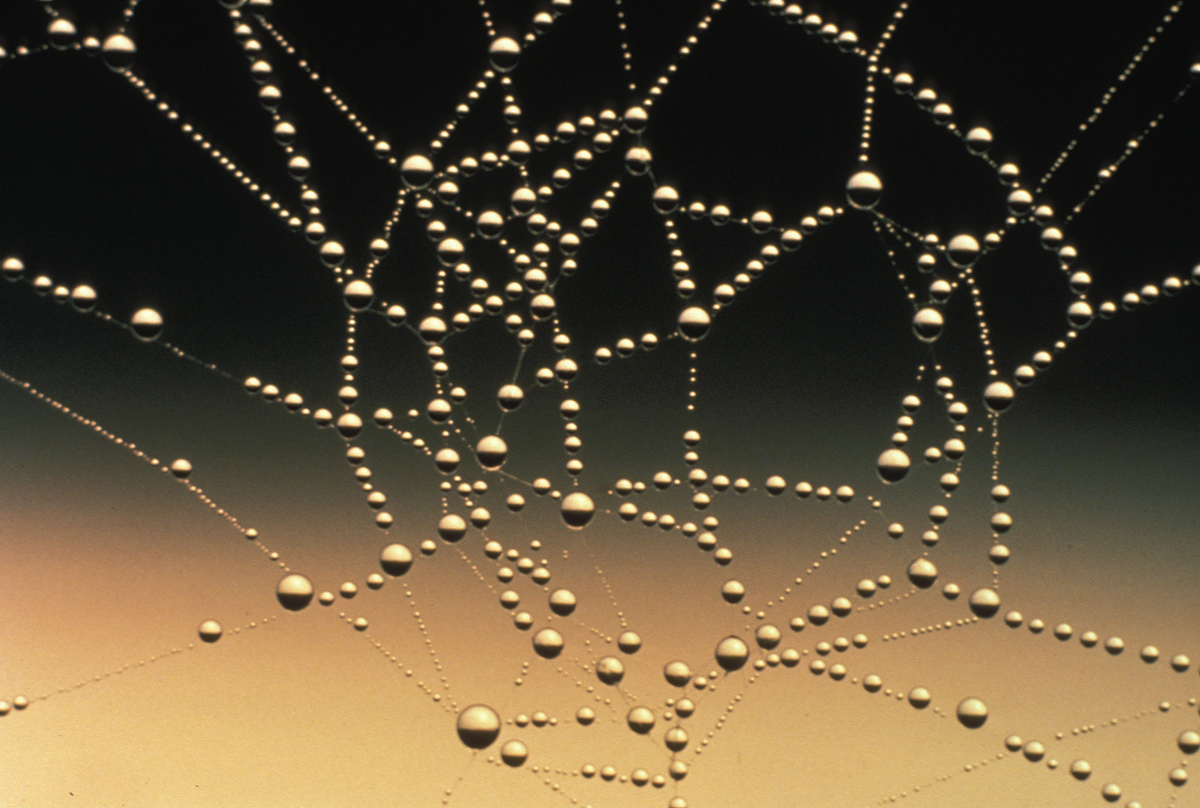
نمایی از ساختار قطرات آب بر روی سطح تار عنکبوت

علم سطح به بررسی پدیده‌های فیزیکی و شیمیایی، که در سطح جداکنندهٔ دو فاز ماده اتفاق می‌افتد، می‌پردازد. مهمترینِ این سطوح شامل جامد-مایع، جامد-گاز، جامد-خلأ و مایع-گاز است.
این علم را می‌توان به دو بخش اصلیِ «فیزیک سطح» و «شیمی سطح» تقسیم کرد. همچنین مفاهیمی چون «کاتالیزور نامتجانس»، «ساخت قطعات نیمرسانا» و «پیل سوختی» و «نانوسطح» در دستهٔ «مهندسی سطح» قرار می‌گیرند.